# Alhazen
Alhazen (Bassora, 965 circa – Il Cairo, 1040 circa) è stato un medico, filosofo, matematico, fisico ed astronomo arabo. Fu uno dei più importanti e geniali scienziati del mondo islamico (ed in genere del principio del secondo millennio). È considerato l'iniziatore dell'ottica moderna. 
Alhazen è il nome latinizzato con cui era conosciuto nell'Europa medievale. Il suo vero nome era Abū ʿAlī al-Ḥasan ibn al-Ḥasan ibn al-Haytham (in arabo أبو علي الحسن بن الحسن بن الهيثم‎?). Fu anche chiamato al-Baṣrī (di Bassora), al-Miṣrī (l'egiziano), Avennathan e Avenetan, Ptolemaeus secundus ma, più che altro, fu noto appunto come Alhazen, corruzione del suo nasab "Ibn al-Ḥasan". Gli è stato dedicato un asteroide, 59239 Alhazen.

## Gli studi e le speculazioni
Originario delle aree della Mesopotamia (attuale Iraq), vi crebbe studiando religione e conoscendo le scienze attraverso gli insegnamenti dei religiosi locali, fra Bassora e Baghdad.
Figlio di un agiato dignitario, i suoi studi erano inizialmente diretti verso carriere che oggi si potrebbero definire di pubblica amministrazione; fu anche nominato visir per la provincia di Bassora,  le sue qualità cominciarono ad emergere, ad attribuirgli una certa notorietà ed a fargli conoscere le teorizzazioni della cultura classica dell'area mediterranea. Uno dei suoi primi "incontri" con la scienza classica lo portò a conoscere Aristotele.

## L'arrivo in Egitto
Si trasferì ancora giovane in Egitto, dove avrebbe operato per il resto dei suoi giorni. Vi giunse, secondo una versione (una leggenda per alcuni storici), per invito dell'Imām al-Ḥākim della dinastia dei Fatimidi il quale, avendo saputo dei suoi straordinari talenti, lo avrebbe invitato a progettare un sistema per la regolazione delle acque del Nilo, che causavano le ben note inondazioni; secondo altre versioni, parrebbe che Ibn al-Haytham avesse per suo conto elaborato un progetto, probabilmente per una diga. Giunto presso al-Janadil, a sud di Aswān, con una nutritissima squadra di tecnici ed operai finanziatagli dall'Imām-califfo, incontrò difficoltà che alcuni indicano tecniche, altri finanziarie, e dovette rinunziare al progetto.
Tornato alla capitale dovette subire la sprezzante umiliazione di al-Ḥākim che, rinnegandone le qualità "professionali", accusandolo cioè di non possedere le qualità di uno scienziato, gli assegnò un posto da impiegato - diremmo oggi - di concetto. Temendone però l'ira, perché al-Hākim era un eccentrico tiranno che si era distinto, sì, per un costante ed importante mecenatismo, ma anche per una fredda crudeltà, Ibn al-Haytham si finse pazzo per una dozzina d'anni, sino alla morte violenta dell'Imām (1021).

## Le esperienze e le ricerche
Durante questo periodo ebbe modo di viaggiare (pare che abbia visitato la Spagna islamica e la Siria dove - in base a ipotesi che non ha però riscontri - avrebbe vissuto), mentre è certo che si stabilì comunque in Egitto, nella sua capitale (vicino alla moschea di al-Azhar) dove la presunta pazzia non gli impedì di essere ammesso agli studi ed all'insegnamento presso quella stessa moschea che, come oggi, funzionava da università. Costituì inoltre una personale biblioteca le cui dimensioni, per l'epoca e per la posizione di Alhazen, erano impressionanti: si disse che fosse seconda solo a quella della Dār al-Ḥikma (Casa della Saggezza), eretta dagli Imām fatimidi.
Al Cairo, grazie ai vantaggi offerti dalla vivissima attività culturale della capitale, studiò a fondo la scienza nelle teorie sviluppate dagli studiosi greci, traducendo in arabo un gran numero di opere e consegnando quindi al mondo islamico, proprio nel momento in cui la fioritura delle scienze era presso di questo al suo più florido sviluppo, un contributo documentale ed informativo di grandissima importanza.
Restituì alcune opere perdute all'intera umanità: Le coniche di Apollonio di Perga erano in otto libri, dei quali l'ultimo era andato perduto. Ibn al-Haytham fu capace di rielaborare deduttivamente (e proseguendo i ragionamenti dei libri precedenti) il libro mancante, dandone una stesura del tutto compatibile con la possibile originaria.
Ma le traduzioni (fra le quali rilevano gli Elementi di Euclide e l'Almagesto di Tolomeo) lo introdussero anche alla speculazione personale su molte delle materie analizzate, risultando in approfondimenti e riformulazioni che sarebbero rimaste per molti secoli di importanza capitale. La parte più rilevante dei suoi studi è raccolta in 25 saggi di matematica ed in 45 ricerche di fisica (a lui è attribuita la prima, consistente stima dello spessore dell'atmosfera) e metafisica, oltre alla sua autobiografia del 1027.
Fu soprattutto nell'ottica che le sue ricerche produssero risultati d'eccezione. Studiando l'ottica euclidea, enunciò teorie sulla prospettiva, della quale focalizzò il suo interesse sui tre punti fondamentali (il punto di vista, la parte visibile dell'oggetto e l'illuminazione), riformulando i modelli geometrici che ne descrivevano le relazioni.

## L'ottica

### Demolizione delle vecchie teorie sull'ottica
In epoche successive sarebbe stato considerato il maggior esponente della "scuola araba" dell'ottica anche perché i suoi studi furono di notevole influenza nella demolizione delle vecchie teorie sulla natura e sulla diffusione delle immagini visive: nell'antichità si riteneva che la luce fosse una soggettiva (e per questo relativa) elaborazione della psiche umana.
In seguito si era cominciato a parlare di "scorze" (o "èidola") sostenendo che particelle di ogni oggetto osservato (sorta di "ombre" che ne riproducevano la forma ed i colori) si staccassero dall'oggetto per raggiungere l'occhio umano (sebbene questa teoria non potesse spiegare l'accesso all'occhio delle "ombre" di grandi montagne se non supponendo una misteriosa progressiva riduzione dimensionale in corso di tragitto).
A questa teoria seguì quella dei "raggi visuali", per la quale l'analisi dell'assunzione delle informazioni visive da parte del cieco, che le ricava con un bastone, avrebbe dovuto spiegare che l'occhio sarebbe stato dotato di una sorta di "bastoni" coi quali percuotere il mondo visibile e ricavarne le informazioni ottiche. La teoria era esposta alle argomentazioni di chi eccepiva che questa non avrebbe spiegato la mancanza di visione notturna (o in assenza di luce), non avrebbe spiegato quella che oggi si conosce come rifrazione e, soprattutto, non spiegava come potesse fare l'occhio umano a "toccare" coi suoi supposti bastoncini sensoriali oggetti lontanissimi come il Sole e le stelle.

### La scuola araba delle scorzettine dell'ottica
Della scuola araba dell'ottica, ibn al-Haytham è in genere considerato il primo e massimo, geniale, esponente. Fu grazie ai suoi studi che si poterono formulare nuove ipotesi, fresche anche per mancanza di inerzie culturali, e che lo studio di queste materie ebbe la possibilità di costituirsi in "scuola", destinata a formare un numero (per i tempi assai rilevante) di studiosi specialistici.
Un elemento che attrasse la sua attenzione fu la persistenza delle immagini retiniche, insieme alla sensazione dolorosa procurata dall'osservazione di fonti di intensa luminosità, come il Sole. Se infatti, fu il suo ragionamento, davvero fosse stato l'occhio a "cercare" con raggi o bastoncini l'oggetto, non vi sarebbe potuta essere persistenza delle immagini durante la pur rapida chiusura delle palpebre (mentre questo rapido movimento è comunemente impercettibile proprio per la persistenza dell'immagine - oggi sappiamo - sul fondo della retina). Inoltre, se l'occhio, organo di senso, davvero gestisse autonomamente le informazioni visive, non "toccherebbe" lo "scottante" Sole e nessun'altra fonte fastidiosa, non procurandosi dolore né abbacinamento.
Demolita così la teoria dei raggi visuali, Alhazen si rifece a quella delle scorze, supponendo stavolta che l'acquisizione delle informazioni luminose fosse sì dovuta ad un agente esterno, ma che questo non rilasciasse "ombre", viaggianti in forma di "scorze" appositamente in direzione dell'occhio dell'osservatore, bensì delle "scorzettine", emesse dall'oggetto in tutte le direzioni. Per questo, dovette affrontare una ipotesi di scomposizione rudimentalmente particellare di ciascuno degli oggetti osservati, ed attribuire a ciascuna infinitesima componente di ciascun oggetto la capacità di emissione di scorzettine in ogni direzione.

### Le "scorzettine"
La genialità della scomposizione particellare consisteva nella prima monizione (elaborata in forma, si noti, squisitamente logica) di un embrione della teoria corpuscolare: da ciascun oggetto, anzi da ciascuna delle piccolissime parti componenti l'oggetto si sarebbero staccate "informazioni luminose" (scorzettine) che avrebbero raggiunto l'occhio, attraversato il cristallino, penetrata la pupilla, attraversato il globo oculare fermandosi sul fondo. Per ogni oggetto, poi, per ogni particella di questo, di tutte le scorzettine emesse in tutte le direzioni, una sola avrebbe potuto colpire la cornea normalmente (cioè, secondo una traiettoria rettilinea perpendicolare al piano della cornea), attraversarlo e giungere a destinazione. L'unicità della scorzettina evitava la duplicazione di immagini e la confusione sulla retina di ciascuna particella, consentendo una visione ordinata.
A questa teoria lo scienziato aggiungeva per corollario l'ipotesi che vi fossero due tipi di scorzettine, alcune "normali" (secondanti appieno la sua teoria) ed altre "irregolari". Mentre le normali avrebbero raggiunto regolarmente la retina procedendo in linea retta e con velocità finita, le altre sarebbero state fermate dalla rifrazione e respinte, negando la visione di talune parti di oggetti. Della rifrazione andava del resto abbozzando rudimenti teorici, avendo effettuato esperimenti su oggetti trasparenti (vetrosi) di forma sferica o cilindrica, e della riflessione e dell'assorbimento stava per dedicarsi a studi più profondi.
Sulla retina, le scorzettine regolari (una per ciascuna delle componenti particellari dell'oggetto) si sarebbero fermate a fornire l'informazione visiva che, insieme alle altre scorzettine regolari giunte a destinazione, avrebbe consentito di ricostruire una informazione generale sull'oggetto che le aveva emesse. L'immagine sarebbe dunque stata il risultato della ricezione-percezione della somma delle scorzettine emesse da ciascuna particella dell'oggetto, ordinate dall'occhio in una visione finalmente comprensibile.
Avendo studiato a fondo l'anatomia dell'occhio, ed avendo per questo maturato una profonda consuetudine con le teorie di Galeno (dal quale aveva appreso della cornea e delle tuniche), Ibn al-Haytham si rese conto (ben prima che la nozione divenisse di generale accettazione) che le scorzettine, attraversando il globo (nell'allora solo supposta traiettoria rettilinea), si sarebbero disposte sulla retina in ordine inverso, come in effetti accade: l'immagine risultante sulla retina è effettivamente capovolta, e Ibn al-Haytham lo aveva intuito con semplici schemi di geometria.

### La ricerca del sensorio
Non disponendo di migliori elementi, e non potendo accettare che l'immagine si capovolgesse (giacché l'uomo la vede "correttamente" - oggi si sa però che non è così), ma comunque ben saldo nella consapevolezza del valore della sua teoria, si risolse a cercare il "sensorio", cioè il nervo che trasmette le informazioni al cervello, in un punto della traiettoria delle scorzettine che fosse raggiunto precedentemente al punto di "capovolgimento" (il centro del globo oculare).
E davanti al centro del globo vi erano l'ininfluente liquido, il foro della pupilla ed il solo elemento trasparente ma solido, il cristallino. Fu in questo perciò che Alhazen dedusse doversi trovare il sensorio e quindi doversi raccogliere l'immagine corretta.

### La specialità della luce solare
La considerazione delle caratteristiche dell'illuminazione, ormai senza più dubbio attribuita all'effetto della luce solare, unita alla considerazione delle sensazioni dolorose arrecate dall'osservazione diretta del massimo astro, condusse Alhazen ad ipotizzare che dal Sole promanasse qualcosa (forse non propriamente scorzettine nel senso che aveva già individuato) capace di provocare l'emissione di scorzettine "ordinarie" da parte degli oggetti colpiti dalla luce solare.
Intuì dunque una sorta di forza, di energia emessa dal Sole (ma non pervenne ad una sua precisa definizione), tanto forte da suscitare la produzione di informazioni visive provenienti dagli oggetti e troppo forte per l'occhio, che di tali scorzettine doveva riceverne, non produrne.
Questa sorta di radiazione gli consentì di ipotizzare che il colore fosse effetto d'una radiazione secondaria, emessa dagli oggetti colorati che fossero stati sollecitati da un agente primario, come la luce del Sole; si spinse ad ipotizzare, per primo, che la luce solare illuminasse la Luna e che questa la riflettesse sulla Terra.
Sintetizzando, ibn al-Haytham introdusse l'ipotesi che (come poi sarebbe stato sviluppato dalla teoria corpuscolare) la visione dipendesse da un agente esterno (il lumen, concetto innovativo rispetto alla lux) e che le informazioni fornite dai lumen fossero in realtà un flusso di particelle materiali emesse dagli oggetti.

### La camera oscura e le illusioni ottiche
Lo studio sul capovolgimento dell'immagine all'interno del globo oculare, dovuto al passaggio per lo stretto foro della pupilla, diede lo spunto ad Alhazen per sviluppare il primo studio in assoluto sulla camera oscura. Lo scienziato descrisse con grande anticipazione ed esattezza il meccanismo di capovolgimento dell'immagine che attraversando un foro si fermava sul fondo della camera.
Anche delle illusioni ottiche ibn al-Haytham si occupò a fondo, citandole innumerevoli volte nelle sue opere ed usandole per analizzare l'eventuale influenza della psiche umana nella formazione dell'errore. La considerazione prevalente del tempo voleva che l'occhio fosse tendenzialmente fallace, in quanto il risultato della visione veniva espresso attraverso il filtro non oggettivo dell'individualità di ciascun osservatore, in mancanza di riscontri tecnicamente "freddi". Ma la propensione di ibn al-Haytham fu a favore del carattere estremamente soggettivo della visione.

### La diffusione delle teorie di Ibn al-Haytham
Ci volle molto tempo perché l'Europa potesse conoscere gli studi di Ibn al-Haytham. Ostavano ad una loro rapida diffusione la distanza culturale e linguistica del mondo occidentale da quello arabo, e non erano di giovamento le distanze politiche e religiose: infatti mentre l'islam incoraggiava la scienza e la sua diffusione, la chiesa la ostacolava. Un compendio dei suoi studi fu tradotto nel 1270 dal monaco polacco Vitellione, che sotto il titolo complessivo di "De Aspectibus" raccolse insieme altre opere come l'"Epistola sulla luce" e il "Libro dell'ottica", che fu conosciuto in Occidente col titolo di Prospettiva di Alhazen.
Le teorie dello scienziato arabo posero certamente in discussione le tradizioni consolidate nella teoria delle scorze, ma - forse anche per le molte implicazioni di natura culturale generale - non le scardinarono: si giunse invece ad ipotizzare una sorta di teoria di mediazione fra le vecchie e le nuove ipotesi, detta "teoria delle specie". In questa le scorze divenivano "specie", che lasciavano l'oggetto per effetto di un agente esterno, raggiungendo l'occhio grazie ad alcuni raggi visuali che l'occhio avrebbe emesso per catturarle.
Anche gli studi sulla rifrazione e sulla camera oscura, come quelli sul capovolgimento delle immagini nel globo oculare, non furono recepiti immediatamente, ma si procedette pigramente alla ricostruzione, talvolta scettica, dei percorsi seguiti da Ibn al-Haytham oppure si seguitarono gli studi già avviati ignorando il contributo dello scienziato di Bassora; lo stesso Leonardo ipotizzò (al contrario, rispetto all'arabo) che anche all'interno dell'occhio si avesse un capovolgimento dell'immagine analogo a quello della camera oscura leonardiana.
Sarebbe stato l'abate Francesco Maurolico da Messina, molto tempo dopo, a rivalutare le intuizioni di Alhazen, pur restando fra i suoi contemporanei assai isolato e poco considerato; Maurolico perfezionò l'idea della moltitudine di punti emittenti segnali, definendoli raggi geometrici. Fu poi con Keplero, ispirato dall'arabo e dal Maurolico, che le innovazioni di Alhazen servirono di base per lo sviluppo della teoria moderna.

### La tesi Hockney-Falco
A una conferenza scientifica nel febbraio 2007, Charles M. Falco ipotizzò che il lavoro sull'ottica di Ibn al-Haytham potesse avere influenzato gli artisti rinascimentali, idea portata avanti anche dall'antropologo dell'immagine Hans Belting

## Opere
- Libro dell'Ottica